# NELKE
NELKE（ネルケ）は、日本のロックバンド。

## 概要
バンド名のNELKEは、ドイツ語で「カーネーション」を意味する。花びらが集まって一つの花として強く咲くように、RIRIKO一人で作ってきた音楽が、一つのバンドとして力強く生まれ変わる（incarnation）という意味を込めて命名された。

## 略歴
2023年に、Vo.Gt.であるRIRIKOのバンドプロジェクト「RIRIKO BAND」が始動。結成のきっかけは、ギターボーカルのRIRIKOがシンガーソングライターとして活動していた頃、ドラマーのKeiと出会ったことだった。Keiが「RIRIKOの曲はバンド編成のほうが映えるよ。俺がメンバーを集めるからバンド編成でやってみようよ」と提案したことがきっかけである。RIRIKOは、初めてスタジオで5人での演奏をした際に、楽曲を理解してくれるメンバーだと感じ、バンドで音楽をすることの楽しさを覚えたという。
2024年春、渋谷で行われたワンマンライブ「花図鑑」にてグループ名を「NELKE」に改名することを発表し、メンバーはそのままに新たなスタートを切る。
2024年8月、下北沢シャングリラにて初のワンマンライブを開催。アンコールにて、恵比寿リキッドルームでのワンマンライブを発表し、翌月にはソールドアウトを記録した。
2025年には、バンドとして初の野外フェス出演（JAPAN JAM 2025）に加え、東名阪ワンマンツアーを開催。会場は梅田クラブクアトロ、名古屋クラブクアトロ、東京Zepp Shinjuku。さらに秋から冬にかけて、初の全国ツアー開催も決定している。
その圧倒的な歌唱力と楽曲のクオリティ、さらに演奏力の高さが評価され、観客を魅了するライブパフォーマンスで注目を集めている。

## メンバー
- RIRIKO（Vo./Gt.）
- Kei（Drums）
- タケダ トシフミ（Bass）
- マツモト シオリ（Key）
- 伊藤 雅景（Guitar）[1]

## 音楽性
NELKEは、力強いボーカルと繊細かつダイナミックなバンドアンサンブルを特徴とし、ロックを基調としながらも多彩な音楽要素を取り入れている。その楽曲はエモーショナルなメロディと詩的な歌詞が融合し、聴く者の心を打つ。

## ディスコグラフィ
NELKE名義になって以降のものは以下となる。
シングル
|     | 配信日         | タイトル                         |
| --- | -------------- | -------------------------------- |
| 1st | 2024年7月14日  | Incarnation                      |
| 2nd | 2024年9月30日  | 夏果て                           |
| 3rd | 2024年11月1日  | 虹の色よ鮮やかであれ(NELKE ver.) |
| 4th | 2024年12月13日 | Believe in Breeze                |

ミニアルバム・ＥＰ

## ライブパフォーマンス
ライブを観てすぐ、すべてが腑に落ちた。
Vo. RIRIKOの歌が、想像を超えて素晴らしかったのだ。
彼女の歌には、ただ音を紡ぐだけではない、歌う必然が込められているようだった。
切なさがにじみ出るその表情には、ただの悲しみではなく、何かを乗り越えようとする強い意志が宿っているように見えた。NELKEはライブで確かな爪痕を残していくバンドだということがよくわかった。—古閑英揮、https://rockinon.com/blog/japan/211449 ROCKIN'ON JAPAN 編集部日記
ライブでは、RIRIKOの圧倒的な歌唱力とバンドメンバーの高度な演奏技術が際立ち、一体感のあるパフォーマンスが魅力とされている。観客との一体感を大切にしながらも、独自の世界観を表現するステージングが評価されている。

## ファンコミュニティ「ネル研」
2024年5月3日、「Fanicon」にて公式ファンコミュニティ『ネル研』がオープン。限定オフショットやライブ動画、生配信など多彩なコンテンツが提供されている。また、ファンとの交流を深めるためのグループチャットやイベントも実施されている。